# Boswachterij De Vuursche
Boswachterij De Vuursche omvat een aantal bosgebieden bij Lage Vuursche in de provincie Utrecht.
Het gebied van 1200 hectare is onderdeel van de Utrechtse Heuvelrug. De boswachterij wordt beheerd door Staatsbosbeheer. Het gebied met bossen en natuurterreinen behoorde vroeger tot meerdere landgoederen. Dit is nog goed te zien aan de statige beukenlanen. In de boswachterij bevindt zich een bult in het landschap, ’t Hooge Erf, die net als de Soester Eng en een bult ten oosten van Baarn, restanten zijn uit de ijstijd. Toen in de crisisjaren veel bossen voor houtproductie werden aangelegd ontstonden rechte vakken voor houtproductie. Staatsbosbeheer werkt nu toe naar een meer gevarieerde samenstelling, in het belang van de natuur en de recreatie.
Deelgebieden
- 't Hooge Erf
- Nonnenland
- De Stulp
- Roosterbos
- Baarnse Bos
- Pluismeer
- Paardenbos

## Natuur
In het gebied wisselen loofbossen en naaldbossen elkaar af. De boswachterij bestaat uit delen met dicht en donker dennenbos maar ook uit open loofbos en wordt afgewisseld met het open heidegebied De Stulp. Aan de westzijde van het gebied, dicht bij Hilversum, ligt het Hilversums Wasmeer. Er zijn veel koningsvarens te vinden. Ook zijn er grafheuvels en monumentale eiken.

## Recreatie

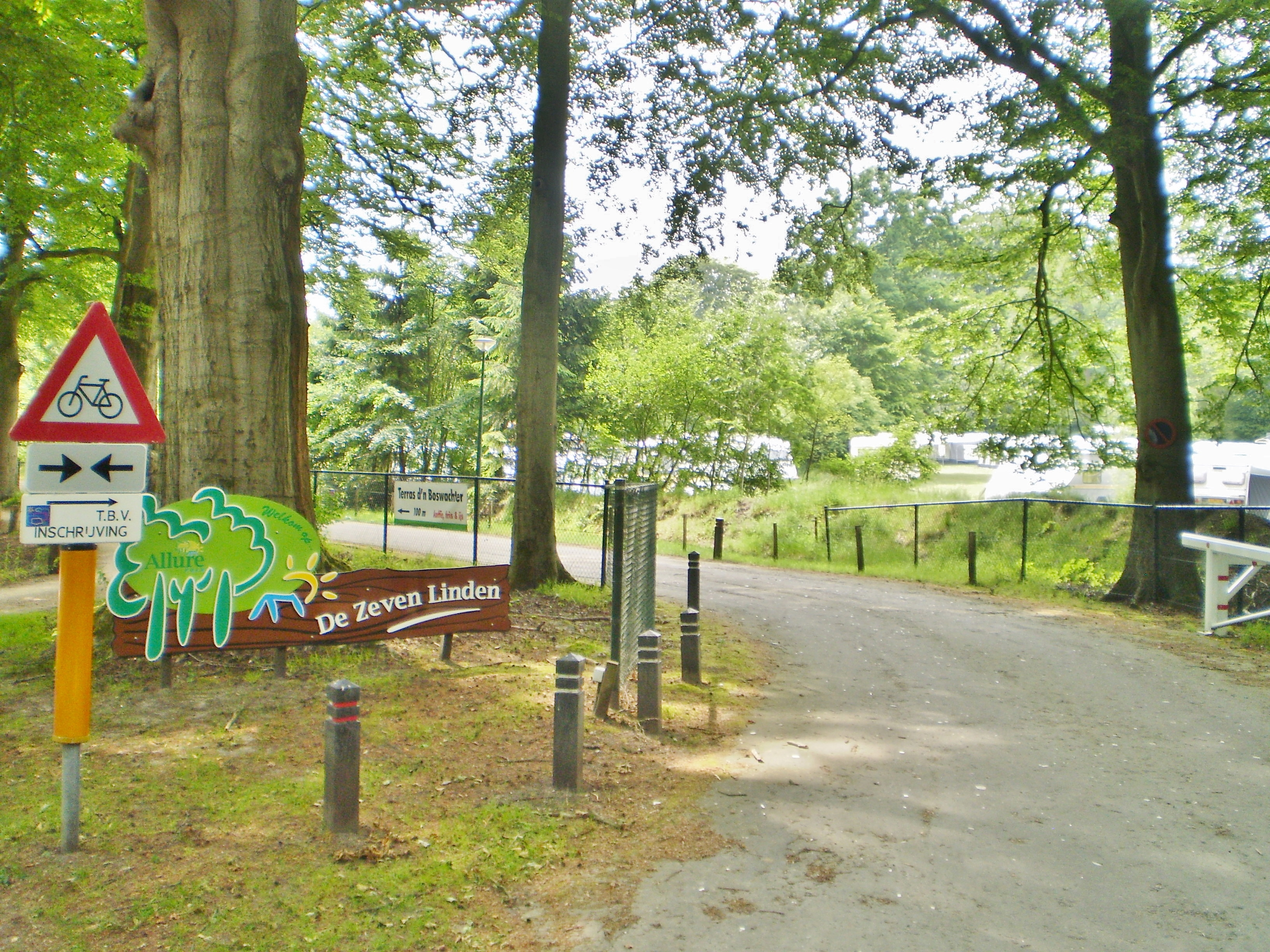
Camping De Zeven Linden

In het gebied liggen kasteel Groeneveld en aan de Hoge Vuurseweg het theehuis 't Hooge Erf. Aan de Zevenlindenweg ligt natuurcamping De Zeven Linden Het openluchtzwembad De Vuursche ligt aan de noordzijde van de Hilversumsestraatweg ook binnen de grenzen van de boswachterij. In het gebied zijn door Staatsbosbeheer diverse 'paaltjes'routes uitgezet voor wandelaars, ruiters en fietsers. De Vijverwandeling van het IVN voert over kronkelpaadjes langs vijvers, statige oude beukenlanen en sparrenbosjes.